# كورتس غيزاغت
بكل بساطة — كيزاغت (بالإنجليزية: Kurzgesagt – In a Nutshell) هي قناة يوتيوب من مدينة ميونيخ الألمانية، تم إنشائها سنة 2013 من طرف فيليب ديتمر والتي تعمل على إنتاج محتوى علمي على شكل رسومات غرافيكية متحركة تتميز بالحبكة وسرعة الفهم. حصدت القناة ملايين المشتركين وحصل محتوى القناة على عشرات الملايين من المشاهدات، تتوفر قناة باللغة الألمانية ترتكز على نفس المحتوى، كما أطلقت في 20 مايو 2022 عدة قنوات بلغات مختلفة منها العربية.

## وصلات خارجية
- الموقع الرسمي